# Haplospiza rustica
Haplospiza rustica là một loài chim trong họ Thraupidae.